# Roadracing-VM 2016
Världsmästerskapen i Roadracing 2016 arrangeras av Internationella motorcykelförbundet och innehåller klasserna MotoGP, Moto2 och Moto3 i Grand Prix-serien. Därutöver har klasserna Superbike, Supersport, Endurance och Sidovagnsracing världsmästerskapsstatus. VM-titlar delas ut till bästa förare och till bästa konstruktör.
| Världsmästare i roadracing 2016 | Världsmästare i roadracing 2016                           | Världsmästare i roadracing 2016 |
| Klass                           | Mästare individuellt                                      | Mästare konstruktörer           |
| ------------------------------- | --------------------------------------------------------- | ------------------------------- |
| MotoGP                          | Marc Márquez (Honda)                                      | Honda                           |
| Moto2                           | Johann Zarco (Kalex)                                      | Kalex                           |
| Moto3                           | Brad Binder (KTM)                                         | KTM                             |
| Superbike                       | Jonathan Rea (Kawasaki)                                   | Kawasaki                        |
| Supersport                      | Kenan Sofuoğlu (Kawasaki)                                 | Kawasaki                        |
| Endurance                       | Suzuki Endurance Racing Team (Philippe, Delhalle, Masson) | Yamaha                          |
| Sidvagn                         | Päivärinta/Kainulainen                                    | -                               |

## Grand Prix
Grand Prix-klasserna i roadracing är MotoGP, Moto2 och Moto3. De körs tillsammans under sammanhållna tävlingshelger. 

### Tävlingskalender
Preliminär tävlingskalender publicerades den 2 november 2015 och bekräftades den 10 februari 2016. Indianapolis Grand Prix på Indianapolis Motor Speedway utgick och Österrikes Grand Prix på Red Bull Ring tillkom. Övriga banor är samma som 2015. TT Assen körs för första gången på en söndag i stället för på en lördag.
| Omgång | Datum        | Grand Prix     | Bana                    | Segrare Moto3      | Segrare Moto2       | Segrare MotoGP   |
| ------ | ------------ | -------------- | ----------------------- | ------------------ | ------------------- | ---------------- |
| 1      | 20 mars^1    | Qatar          | Losail                  | Niccolò Antonelli  | Thomas Lüthi        | Jorge Lorenzo    |
| 2      | 3 april      | Argentina      | Termas de Río Hondo     | Khairul Idham Pawi | Johann Zarco        | Marc Márquez     |
| 3      | 10 april     | Amerika        | Circuit of the Americas | Romano Fenati      | Álex Rins           | Marc Márquez     |
| 4      | 24 april     | Spanien        | Jerez                   | Brad Binder        | Sam Lowes           | Valentino Rossi  |
| 5      | 8 maj        | Frankrike      | Le Mans Bugatti         | Brad Binder        | Álex Rins           | Jorge Lorenzo    |
| 6      | 22 maj       | Italien        | Mugello Circuit         | Brad Binder        | Johann Zarco        | Jorge Lorenzo    |
| 7      | 5 juni       | Katalonien     | Circuit de Catalunya    | Jorge Navarro      | Johann Zarco        | Valentino Rossi  |
| 8      | 26 juni      | TT Assen       | TT Circuit Assen        | Francesco Bagnaia  | Takaaki Nakagami    | Jack Miller      |
| 9      | 17 juli      | Tyskland       | Sachsenring             | Khairul Idham Pawi | Johann Zarco        | Marc Márquez     |
| 10     | 14 augusti   | Österrike      | Red Bull Ring           | Joan Mir           | Johann Zarco        | Andrea Iannone   |
| 11     | 21 augusti   | Tjeckien       | Masaryk Circuit, Brno   | John McPhee        | Jonas Folger        | Cal Crutchlow    |
| 12     | 4 september  | Storbritannien | Silverstone Circuit     | Brad Binder        | Thomas Lüthi        | Maverick Viñales |
| 13     | 11 september | San Marino     | Misano                  | Brad Binder        | Lorenzo Baldassarri | Dani Pedrosa     |
| 14     | 25 september | Aragonien      | Motorland Aragón        | Jorge Navarro      | Sam Lowes           | Marc Márquez     |
| 15     | 16 oktober   | Japan          | Twin Ring Motegi        | Enea Bastianini    | Thomas Lüthi        | Marc Márquez     |
| 16     | 23 oktober   | Australien     | Phillip Island Circuit  | Brad Binder        | Thomas Lüthi        | Cal Crutchlow    |
| 17     | 30 oktober   | Malaysia       | Sepang                  | Francesco Bagnaia  | Johann Zarco        | Andrea Iannone   |
| 18     | 13 november  | Valencia       | Circuit Ricardo Tormo   | Brad Binder        | Johann Zarco        | Jorge Lorenzo    |

Noter:
- ^1  - Kvällsrace i elljus.

### Poängräkning
De 15 främsta i varje race får poäng enligt tabellen nedan. Alla race räknas.
| Plats | 1  | 2  | 3  | 4  | 5  | 6  | 7 | 8 | 9 | 10 | 11 | 12 | 13 | 14 | 15 |
| ----- | -- | -- | -- | -- | -- | -- | - | - | - | -- | -- | -- | -- | -- | -- |
| Poäng | 25 | 20 | 16 | 13 | 11 | 10 | 9 | 8 | 7 | 6  | 5  | 4  | 3  | 2  | 1  |

## MotoGP

### Regeländringar
2016 ändras regelverket tämligen mycket. Alla deltagare ska använda samma elektroniska styrenhet och samma programvara öppen för alla deltagare. Tidigare har fabrikerna använt sina egna programvaror. Michelin ersätter Bridgestone som däcksleverantör till MotoGP-klassen. Alla förare får använda samma typ av däck. Fälgstorleken ökar från 16,5 tum till 17 tum.

### Team och förare 2016
Antalet team och förare minskar från 2015. Forward Racing fick inte fortsätta i MotoGP 2016. AB Motoracing och Iodarecing lämnar också klassen. Endast en ny förare tillkommer. Det är Tito Rabat som kliver upp från Moto2.
Märkesteam
- Repsol Honda: Marc Márquez och Dani Pedrosa fortsätter.
- Movistar Yamaha: Jorge Lorenzo och Valentino Rossi fortsätter.
- Ducati Corse: Andrea Dovizioso och  Andrea Iannone fortsätter.
- Ecstar Suzuki: Aleix Espargaró och Maverick Viñales fortsätter.
- Aprilia Gresini: Alvaro Bautista och Stefan Bradl fortsätter

Satellitteam
- LCR Honda: Cal Cruchlow fortsätter. LCR minskar från två till en förare.
- Marc VDS Honda: Teamet utökar till två förare. Tito Rabat flyttar upp från Moto2-klassen där han kört för samma team. Jack Miller kommer från LCR Honda.
- Tech 3 Yamaha: Bradley Smith och Pol Espargaró fortsätter.
- Pramac Ducati: Danilo Petrucci fortsätter och får sällskap av Scott Redding från EG 0,0 Marc VDS Honda.

Privatteam
- Avintia Racing (Ducati): Hector Barbera fortsätter och får sällskap av Loris Baz från Forward Racing.
- Aspar: Teamet byter motorcykel från Honda till Ducati. Nicky Hayden gick till Superbike-VM. Eugene Laverty fortsätter. Yonny Hernandez kommer från Pramac Ducati.

### Startlista MotoGP
Preliminär startlista med 22 ordinarie förare publicerades 7 november 2015. Därefter föll stallet Iodaracing med föraren Alex de Angelis bort, varför 21 ordinarie förare kom till start.
| Nr     | Förare             | Nation         | Team                           | Motorcykel | GP                 | Anmärkning                  |
| ------ | ------------------ | -------------- | ------------------------------ | ---------- | ------------------ | --------------------------- |
| 4      | Andrea Dovizioso   | Italien        | Ducati Team                    | Ducati     | 1-18               |                             |
| 6      | Stefan Bradl       | Tyskland       | Aprilia Racing Team Gresini    | Aprilia    | 1-18               |                             |
| 7      | Mike Jones         | Australien     | Avintia Racing                 | Ducati     | 15-16              | Ersatte 8 Barberá           |
| 7/73^1 | Hiroshi Aoyama     | Japan          | Repsol Honda Team              | Honda      | 15, 17             | Ersatte 26 Pedrosa          |
| 8      | Héctor Barberá     | Spanien        | Avintia Racing                 | Ducati     | 1-14, 17-18        |                             |
| 8      | Héctor Barberá     | Spanien        | Ducati Team                    | Ducati     | 15-16              | Ersatte 29 Iannone          |
| 9      | Danilo Petrucci    | Italien        | Octo Pramac Yakhnich           | Ducati     | 1, 5-18            |                             |
| 12     | Javier Fores       | Spanien        | Avintia Racing                 | Ducati     | 13                 | Ersatte 76 Baz              |
| 19     | Álvaro Bautista    | Spanien        | Aprilia Racing Team Gresini    | Aprilia    | 1-18               |                             |
| 21     | Katsuyuki Nakasuga | Japan          | Yamalube Yamaha Factory Racing | Yamaha     | 15                 | Wildcard                    |
| 22     | Alex Lowes         | Storbritannien | Monster Yamaha Tech 3          | Yamaha     | 12-14              | Ersatte 38 Smith            |
| 25     | Maverick Viñales   | Spanien        | Team Suzuki Ecstar             | Suzuki     | 1-18               |                             |
| 26     | Dani Pedrosa       | Spanien        | Repsol Honda Team              | Honda      | 1-15, 18           |                             |
| 29     | Andrea Iannone     | Italien        | Ducati Team                    | Ducati     | 1-14, 17-18        |                             |
| 35     | Cal Crutchlow      | Storbritannien | LCR Honda                      | Honda      | 1-18               |                             |
| 36     | Mika Kallio        | Finland        | Red Bull KTM Factory Racing    | KTM        | 18                 | Wildcard                    |
| 38     | Bradley Smith      | Storbritannien | Monster Yamaha Tech 3          | Yamaha     | 1-11, 15-18        |                             |
| 41     | Aleix Espargaró    | Spanien        | Team Suzuki Ecstar             | Suzuki     | 1-18               |                             |
| 43     | Jack Miller        | Australien     | Estrella Galicia 0,0 Marc VDS  | Honda      | 1-10, 12-13, 15-18 |                             |
| 44     | Pol Espargaró      | Spanien        | Monster Yamaha Tech 3          | Yamaha     | 1-18               |                             |
| 45     | Scott Redding      | Storbritannien | Octo Pramac Yakhnich           | Ducati     | 1-18               |                             |
| 46     | Valentino Rossi    | Italien        | Movistar Yamaha MotoGP         | Yamaha     | 1-18               |                             |
| 50     | Eugene Laverty     | Irland         | Pull & Bear Aspar Team         | Ducati     | 1-18               |                             |
| 51     | Michele Pirro      | Italien        | Octo Pramac Yakhnich           | Ducati     | 2-4                | Ersatte 9 Petrucci          |
| 51     | Michele Pirro      | Italien        | Ducati Team                    | Ducati     | 6, 10 13           | Wildcard Ersatte 29 Iannone |
| 51     | Michele Pirro      | Italien        | Avintia Racing                 | Ducati     | 7, 8               | Ersatte 76 Baz              |
| 53     | Tito Rabat         | Spanien        | Estrella Galicia 0,0 Marc VDS  | Honda      | 1-18               |                             |
| 68     | Yonny Hernández    | Colombia       | Pull & Bear Aspar Team         | Ducati     | 1-18               |                             |
| 69     | Nicky Hayden       | USA            | Estrella Galicia 0,0 Marc VDS  | Honda      | 14                 | Ersatte 43 Miller           |
| 69     | Nicky Hayden       | USA            | Repsol Honda Team              | Honda      | 16                 | Ersatte 26 Pedrosa          |
| 76     | Loris Baz          | Frankrike      | Avintia Racing                 | Ducati     | 1-6, 9-12, 14-18   |                             |
| 93     | Marc Márquez       | Spanien        | Repsol Honda Team              | Honda      | 1-18               |                             |
| 99     | Jorge Lorenzo      | Spanien        | Movistar Yamaha MotoGP         | Yamaha     | 1-18               |                             |

Noter:
- ^1  Hiroshi Aoyama tävlade med nr 73 i Japan och nr 7 i Malaysia.

### Resultat MotoGP
| Omgång | Bana                    | Segrare          | Segrarens mc | Tvåa             | Trea             | Pole position    | Snabbaste varv   |
| ------ | ----------------------- | ---------------- | ------------ | ---------------- | ---------------- | ---------------- | ---------------- |
| 1      | Losail                  | Jorge Lorenzo    | Yamaha       | Andrea Dovizioso | Marc Márquez     | Jorge Lorenzo    | Jorge Lorenzo    |
| 2      | Termas de Río Hondo     | Marc Márquez     | Honda        | Valentino Rossi  | Dani Pedrosa     | Marc Márquez     | Marc Márquez     |
| 3      | Circuit of the Americas | Marc Márquez     | Honda        | Jorge Lorenzo    | Andrea Iannone   | Marc Márquez     | Marc Márquez     |
| 4      | Jerez                   | Valentino Rossi  | Yamaha       | Jorge Lorenzo    | Marc Márquez     | Valentino Rossi  | Valentino Rossi  |
| 5      | Le Mans Bugatti         | Jorge Lorenzo    | Yamaha       | Valentino Rossi  | Maverick Viñales | Jorge Lorenzo    | Valentino Rossi  |
| 6      | Mugello                 | Jorge Lorenzo    | Yamaha       | Marc Márquez     | Andrea Iannone   | Valentino Rossi  | Andrea Iannone   |
| 7      | Catalunya               | Valentino Rossi  | Yamaha       | Marc Márquez     | Dani Pedrosa     | Marc Márquez     | Maverick Viñales |
| 8      | Assen                   | Jack Miller      | Honda        | Marc Márquez     | Scott Redding    | Andrea Dovizioso | Danilo Petrucci  |
| 9      | Sachsenring             | Marc Márquez     | Honda        | Cal Crutchlow    | Andrea Dovizioso | Marc Márquez     | Cal Crutchlow    |
| 10     | Red Bull Ring           | Andrea Iannone   | Ducati       | Andrea Dovizioso | Jorge Lorenzo    | Andrea Iannone   | Andrea Iannone   |
| 11     | Brno                    | Cal Crutchlow    | Honda        | Valentino Rossi  | Marc Márquez     | Marc Márquez     | Cal Crutchlow    |
| 12     | Silverstone             | Maverick Viñales | Suzuki       | Cal Crutchlow    | Valentino Rossi  | Cal Crutchlow    | Maverick Viñales |
| 13     | Misano                  | Dani Pedrosa     | Honda        | Valentino Rossi  | Jorge Lorenzo    | Jorge Lorenzo    | Dani Pedrosa     |
| 14     | Aragón                  | Marc Márquez     | Honda        | Jorge Lorenzo    | Valentino Rossi  | Marc Márquez     | Marc Márquez     |
| 15     | Motegi                  | Marc Márquez     | Honda        | Andrea Dovizioso | Maverick Viñales | Valentino Rossi  | Marc Márquez     |
| 16     | Phillip Island          | Cal Crutchlow    | Honda        | Valentino Rossi  | Maverick Viñales | Marc Márquez     | Cal Crutchlow    |
| 17     | Sepang                  | Andrea Dovizioso | Ducati       | Valentino Rossi  | Jorge Lorenzo    | Andrea Dovizioso | Andrea Dovizioso |
| 18     | Valencia                | Jorge Lorenzo    | Yamaha       | Marc Márquez     | Andrea Iannone   | Jorge Lorenzo    | Jorge Lorenzo    |

### Mästerskapsställning MotoGP
Slutställning i förarmästerskapet efter 18 Grand Prix. Marc Márquez var klar världsmästare efter 15 Grand Prix.
| Plac. | Förare             | Nation         | Motorcykel | Poäng | Segrar | Starter |
| ----- | ------------------ | -------------- | ---------- | ----- | ------ | ------- |
| 1     | Marc Márquez       | Spanien        | Honda      | 298   | 5      | 18      |
| 2     | Valentino Rossi    | Italien        | Yamaha     | 249   | 2      | 18      |
| 3     | Jorge Lorenzo      | Spanien        | Yamaha     | 233   | 4      | 18      |
| 4     | Maverick Viñales   | Spanien        | Suzuki     | 202   | 1      | 18      |
| 5     | Andrea Dovizioso   | Italien        | Ducati     | 171   | 1      | 18      |
| 6     | Dani Pedrosa       | Spanien        | Honda      | 155   | 1      | 15      |
| 7     | Cal Crutchlow      | Storbritannien | Honda      | 141   | 2      | 18      |
| 8     | Pol Espargaró      | Spanien        | Yamaha     | 134   |        | 18      |
| 9     | Andrea Iannone     | Italien        | Ducati     | 112   | 1      | 14      |
| 10    | Héctor Barberá     | Spanien        | Ducati     | 102   |        | 18      |
| 11    | Aleix Espargaró    | Spanien        | Suzuki     | 93    |        | 18      |
| 12    | Álvaro Bautista    | Spanien        | Aprilia    | 82    |        | 18      |
| 13    | Eugene Laverty     | Irland         | Ducati     | 77    |        | 18      |
| 14    | Danilo Petrucci    | Italien        | Ducati     | 75    |        | 14      |
| 15    | Scott Redding      | Storbritannien | Ducati     | 74    |        | 18      |
| 16    | Stefan Bradl       | Tyskland       | Aprilia    | 63    |        | 17      |
| 17    | Bradley Smith      | Storbritannien | Yamaha     | 62    |        | 15      |
| 18    | Jack Miller        | Australien     | Honda      | 56    | 1      | 13      |
| 19    | Michele Pirro      | Italien        | Ducati     | 36    |        | 9       |
| 20    | Loris Baz          | Frankrike      | Ducati     | 35    |        | 14      |
| 21    | Yonny Hernandez    | Venezuela      | Ducati     | 20    |        | 18      |
| 23    | Katsuyuki Nakasuga | Japan          | Yamaha     | 5     |        | 1       |
| 24    | Alex Lowes         | Storbritannien | Yamaha     | 3     |        | 2       |
| 25    | Hiroshi Aoyama     | Japan          | Honda      | 1     |        | 2       |
| 26    | Nicky Hayden       | USA            | Honda      | 1     |        | 2       |
| 27    | Mike Jones         | Australien     | Ducati     | 1     |        | 2       |
| -     | Mika Kallio        | Finland        | KTM        | 0     |        | 1       |
| -     | Javier Forés       | Spanien        | Ducati     | 0     |        | 1       |

## Moto2

### Startlista Moto2
Preliminär startlista över ordinarie förare publicerades 7 november 2015. Den innehöll 34 förare. Några ändringar av förare och team inträffade sedan så att det blev 30 ordinarie förare. Det var sju nykomlingar (rookies) i klassen. De var Efren Vazquez, Luca Marini, Isaac Viñales, Alessandro Tonucci, Miguel Oliveira, Edgar Pons och Xavi Vierge.
| Nr | Förare              | Nation         | Team                          | Motorcykel    | GP            | Anmärkning                                          |
| -- | ------------------- | -------------- | ----------------------------- | ------------- | ------------- | --------------------------------------------------- |
| 2  | Jesko Raffin        | Schweiz        | Sports-Millions-EMWE-SAG      | Kalex         | 1-18          |                                                     |
| 4  | Steven Odendaal     | Tyskland       | AGR Team                      | Kalex         | 14            |                                                     |
| 5  | Johann Zarco        | Frankrike      | Ajo Motorsport                | Kalex         | 1-18          |                                                     |
| 7  | Lorenzo Baldassarri | Italien        | Forward Team                  | Kalex         | 1-18          |                                                     |
| 8  | Efren Vazquez       | Spanien        | JP Moto Malaysia              | Suter         | 1-3           | Avslutade säsongen                                  |
| 10 | Luca Marini         | Italien        | Forward Team                  | Kalex         | 1-18          |                                                     |
| 11 | Sandro Cortese      | Tyskland       | Dynavolt Intact GP            | Kalex         | 1-18          |                                                     |
| 12 | Thomas Lüthi        | Schweiz        | Garage Plus Interwetten       | Kalex         | 1-18          |                                                     |
| 14 | Ratthapark Wilairot | Thailand       | Idemitsu Honda Team Asia      | Kalex         | 1-7, 9-18     |                                                     |
| 16 | Hugo Clere          | Frankrike      | Promoto Sport                 | Transfiormers | 18            | Wildcard                                            |
| 19 | Xavier Siméon       | Belgien        | QMMF Racing Team              | Speed Up      | 1-18          |                                                     |
| 20 | Alessandro Nocco    | Italien        | Leopard Racing                | Kalex         | 16-17         | Ersatte 44 Oliveira                                 |
| 21 | Franco Morbidelli   | Italien        | Estrella Galicia 0,0 Marc VDS | Kalex         | 1-18          |                                                     |
| 22 | Sam Lowes           | Storbritannien | Federal Oil Gresini Moto2     | Kalex         | 1-18          |                                                     |
| 23 | Marcel Schrötter    | Tyskland       | AGR Team                      | Kalex         | 1-18          |                                                     |
| 24 | Simone Corsi        | Italien        | Speed Up Racing               | Speed Up      | 1-18          |                                                     |
| 27 | Iker Leucona        | Spanien        | CarXpert Interwetten          | Kalex         | 12, 13, 15-18 | Ersatte 77 Aegerter                                 |
| 30 | Takaaki Nakagami    | Japan          | Idemitsu Honda Team Asia      | Kalex         | 1-18          |                                                     |
| 32 | Isaac Viñales       | Spanien        | Tech 3 Racing                 | Tech 3        | 1-18          |                                                     |
| 33 | Alessandro Tonucci  | Italien        | Tasca Racing Scuderia Moto2   | Kalex         | 1-6           | Avslutade säsongen                                  |
| 39 | Luis Salom †        | Spanien        | SAG Team                      | Kalex         | 1-7           | Salom förolyckades under träning vid Kataloniens GP |
| 40 | Álex Rins           | Spanien        | Paginas Amarillas HP 40       | Kalex         | 1-18          |                                                     |
| 42 | Federico Fuligni    | Italien        | Team Ciatti                   | Kalex         | 4, 6, 13, 18  | Wildcard                                            |
| 44 | Miguel Oliveira     | Portugal       | Leopard Racing                | Kalex         | 1-15, 18      |                                                     |
| 45 | Tetsuta Nagashima   | Japan          | Ajo Motorsport Academy        | Kalex         | 14-15         |                                                     |
| 49 | Axel Pons           | Spanien        | AGR Team                      | Kalex         | 1-18          |                                                     |
| 52 | Danny Kent          | Storbritannien | Leopard Racing                | Kalex         | 1-18          |                                                     |
| 54 | Mattia Pasini       | Italien        | Italtrans Racing Team         | Kalex         | 1-18          |                                                     |
| 55 | Hafizh Syahrin      | Indonesien     | Petronas Raceline Malaysia    | Kalex         | 1-18          |                                                     |
| 57 | Edgar Pons          | Spanien        | Paginas Amarillas HP 40       | Kalex         | 1-2, 4, 6-18  |                                                     |
| 60 | Julián Simón        | Spanien        | QMMF Racing Team              | Speed Up      | 1-18          |                                                     |
| 63 | Naomichi Uramoto    | Japan          | Japan-GP2                     | Kalex         | 15            | Wildcard                                            |
| 69 | Danny Eslick        | USA            | JP Moto Malaysia              | Suter         | 5             | Ersatte 8 Vazquez                                   |
| 70 | Robin Mulhauser     | Schweiz        | CarXpert Interwetten          | Kalex         | 1-18          |                                                     |
| 73 | Álex Márquez        | Spanien        | Estrella Galicia 0,0 Marc VDS | Kalex         | 1-18          |                                                     |
| 77 | Dominique Aegerter  | Schweiz        | CarXpert Interwetten          | Kalex         | 1-11, 14      | Fick lämna teamet                                   |
| 84 | Taro Sekiguchi      | Japan          | Team Taro Plus One            | TSR           | 15            | Wildcard                                            |
| 87 | Remy Gardner        | Australien     | Tasca Racing Scuderia Moto2   | Kalex         | 7-18          | Ny ordinarie efter 33 Tonucci                       |
| 88 | Rickard Cardús      | Spanien        | JP Moto Malaysia              | Suter         | 6             | Ersatte 8 Vazquez                                   |
| 89 | Alan Techer         | Frankrike      | NTS T Pro Project             | NTS           | 14            | Wildcard                                            |
| 93 | Ramdan Rosli        | Malaysia       | Petronas AHM Malaysia         | Kalex         | 7, 16-17      | Wildcard                                            |
| 94 | Jonas Folger        | Tyskland       | Dynavolt Intact GP            | Kalex         | 1-18          |                                                     |
| 95 | Anthony West        | Australien     | Montaze Broz Racing Team      | Suter         | 11            | Wildcard                                            |
| 97 | Xavi Vierge         | Spanien        | Tech 3 Racing                 | Tech 3        | 1-18          |                                                     |

### Resultat Moto2
| Omgång | Bana                    | Segrare             | Segrarens mc | Tvåa                | Trea              | Pole position    | Snabbaste varv    |
| ------ | ----------------------- | ------------------- | ------------ | ------------------- | ----------------- | ---------------- | ----------------- |
| 1      | Losail                  | Thomas Lüthi        | Kalex        | Luis Salom          | Simone Corsi      | Jonas Folger     | Sam Lowes         |
| 2      | Termas de Río Hondo     | Johann Zarco        | Kalex        | Sam Lowes           | Jonas Folger      | Sam Lowes        | Johann Zarco      |
| 3      | Circuit of the Americas | Álex Rins           | Kalex        | Sam Lowes           | Johann Zarco      | Álex Rins        | Sam Lowes         |
| 4      | Jerez                   | Sam Lowes           | Kalex        | Jonas Folger        | Álex Rins         | Sam Lowes        | Álex Rins         |
| 5      | Le Mans Bugatti         | Álex Rins           | Kalex        | Simone Corsi        | Thomas Lüthi      | Thomas Lüthi     | Álex Rins         |
| 6      | Mugello                 | Johann Zarco        | Kalex        | Lorenzo Baldassarri | Sam Lowes         | Sam Lowes        | Thomas Lüthi      |
| 7      | Catalunya               | Johann Zarco        | Kalex        | Álex Rins           | Takaaki Nakagami  | Johann Zarco     | Johann Zarco      |
| 8      | Assen                   | Takaaki Nakagami    | Kalex        | Johann Zarco        | Franco Morbidelli | Thomas Lüthi     | Thomas Lüthi      |
| 9      | Sachsenring             | Johann Zarco        | Kalex        | Jonas Folger        | Julián Simón      | Takaaki Nakagami | Xavier Siméon     |
| 10     | Red Bull Ring           | Johann Zarco        | Kalex        | Franco Morbidelli   | Álex Rins         | Johann Zarco     | Johann Zarco      |
| 11     | Brno                    | Jonas Folger        | Kalex        | Álex Rins           | Sam Lowes         | Johann Zarco     | Jonas Folger      |
| 12     | Silverstone             | Thomas Lüthi        | Kalex        | Franco Morbidelli   | Takaaki Nakagami  | Sam Lowes        | Thomas Lüthi      |
| 13     | Misano                  | Lorenzo Baldassarri | Kalex        | Álex Rins           | Takaaki Nakagami  | Johann Zarco     | Álex Rins         |
| 14     | Aragón                  | Sam Lowes           | Kalex        | Álex Márquez        | Franco Morbidelli | Sam Lowes        | Franco Morbidelli |
| 15     | Motegi                  | Thomas Lüthi        | Kalex        | Johann Zarco        | Franco Morbidelli | Johann Zarco     | Franco Morbidelli |
| 16     | Phillip Island          | Thomas Lüthi        | Kalex        | Franco Morbidelli   | Sandro Cortese    | Thomas Lüthi     | Franco Morbidelli |
| 17     | Sepang                  | Johann Zarco        | Kalex        | Franco Morbidelli   | Jonas Folger      | Johann Zarco     | Luca Marini       |
| 18     | Valencia                | Johann Zarco        | Kalex        | Thomas Lüthi        | Franco Morbidelli | Johann Zarco     | Johann Zarco      |

### Mästerskapsställning Moto2
Slutställning i förarmästerskapet efter 18 Grand Prix.
1. Johann Zarco, 276 p. Klar världsmästare efter 17 Grand Prix.
2. Thomas Lüthi, 234 p.
3. Álex Rins, 214 p.
4. Franco Morbidelli, 213 p.
5. Sam Lowes, 175 p.
6. Takaaki Nakagami, 169 p.
7. Jonas Folger, 167 p.
8. Lorenzo Baldassarri, 127 p.
9. Hafizh Syahrin, 118 p.
10. Simone Corsi, 103 p.
11. Mattia Pasini, 72 p.
12. Dominique Aegerter, 71 p.
13. Álex Márquez, 69 p.
14. Marcel Schrötter, 64 p.
15. Sandro Cortese, 61 p.
16. Axel Pons, 55 p.
17. Xavier Simeon, 46 p.
18. Julián Simón, 40 p.
19. Luis Salom †, 37 p.
20. Xavi Vierge, 37 p.
21. Miguel Oliveira, 36 p.
22. Danny Kent, 35 p.
23. Luca Marini, 34 p

## Moto3

### Startlista Moto3
Preliminär startlista över ordinarie förare publicerades 7 november 2015. Den innehöll 34 förare. Efter några ändringar på försäsongen blev det 33 ordinarie förare till start.  Det var tio nykomlingar (rookies) i klassen. De var Fabio Spiranelli, Fabio Di Giannantonio, Adam Norodin, Nicolo Bulega, Joan Mir, Stefano Valtulini, Aron Canet, Bo Bendsneyder, Lorenzo Petrarca och Khairul Idham Pawi.
| Nr | Förare                  | Nation         | Team                            | Motorcykel | GP            | Anmärkning                   |
| -- | ----------------------- | -------------- | ------------------------------- | ---------- | ------------- | ---------------------------- |
| 3  | Fabio Spiranelli        | Italien        | CIP-Unicom Starker              | Mahindra   | 1-17          |                              |
| 4  | Fabio Di Giannantonio   | Italien        | Gresini Racing Moto3            | Honda      | 1-18          |                              |
| 5  | Romano Fenati           | Italien        | Sky Racing Team VR46            | KTM        | 1-10          | Fick lämna teamet            |
| 6  | Maria Herrera           | Spanien        | MH6 Team                        | KTM        | 1-17          |                              |
| 7  | Adam Norrodin           | Malaya         | Drive M7 SIC Racing Team        | Honda      | 1-18          |                              |
| 8  | Nicolò Bulega           | Italien        | Sky Racing Team VR46            | KTM        | 1-18          |                              |
| 9  | Jorge Navarro           | Spanien        | Estrella Galicia 0,0            | Honda      | 1-7, 9-18     |                              |
| 10 | Alexis Masbou           | Frankrike      | Peugeot MC Saxoprint            | Peugeot    | 1-9           | Fick avsluta säsongen        |
| 11 | Livio Loi               | Belgien        | RW Racing GP BV                 | Honda      | 1-18          |                              |
| 12 | Albert Arenas           | Spanien        | MRW Mahindra Aspar Team         | Mahindra   | 4, 7          | Wildcard                     |
| 12 | Albert Arenas           | Spanien        | Aspar Mahindra Team Moto3       | Mahindra   | 8             | Ersatte 88 Martín            |
| 12 | Albert Arenas           | Spanien        | Peugeot MC Saxoprint            | Peugeot    | 10-18         | Ny ordinarie efter 10 Masbou |
| 13 | Shizuka Okazaki         | Japan          | UQ & Teluru Kohara RT           | Honda      | 15            | Wildcard                     |
| 14 | Matt Barton             | Australien     | Suus Honda                      | FTR Honda  | 16            | Wildcard                     |
| 15 | Rei Sato                | Japan          | 41 Planning IodaRacing Japan    | Honda      | 15            | Wildcard                     |
| 16 | Andrea Migno            | Italien        | Sky Racing Team VR46            | KTM        | 1-18          |                              |
| 17 | John McPhee             | Storbritannien | Peugeot MC Saxoprint            | Pegueot    | 1-16          |                              |
| 18 | Gabriel Martínez-Abrego | Mexiko         | Motomex Team Worldwide Race     | Mahindra   | 14            | Wildcard                     |
| 19 | Gabriel Rodrigo         | Argentina      | RBA Racing Team                 | KTM        | 1-18          |                              |
| 20 | Fabio Quartararo        | Frankrike      | Leopard Racing                  | KTM        | 1-18          |                              |
| 21 | Francesco Bagnaia       | Italien        | Aspar Mahindra Team Moto3       | Mahindra   | 1-18          |                              |
| 22 | Danny Webb              | Storbritannien | Platinum Bay Real Estate        | Mahindra   | 8-9           | Ny ordinarie efter 98 Hanika |
| 23 | Niccolò Antonelli       | Italien        | Ongetta-Rivacold                | Honda      | 1-18          |                              |
| 24 | Tatsuki Suzuki          | Japan          | CIP-Unicom Starker              | Mahindra   | 1-18          |                              |
| 26 | Daniel Saez             | Spanien        | GA Competicion                  | KTM        | 18            | Wildcard                     |
| 27 | Tim Georgi              | Tyskland       | Freudenberg Racing Team         | KTM        | 9             | Wildcard                     |
| 31 | Raul Fernandez          | Spanien        | MH6 Team                        | KTM        | 18            | Ersatte 6 Herrera            |
| 33 | Enea Bastianini         | Italien        | Gresini Racing Moto3            | Honda      | 1-4, 6-16, 18 |                              |
| 36 | Joan Mir                | Spanien        | Leopard Racing                  | KTM        | 1-18          |                              |
| 37 | Davide Pizzoli          | Italien        | Procercasa - 42 Motorsport      | KTM        | 4-7           | Wildcard                     |
| 38 | Hafiq Azmi              | Malaya         | Peugeot MC Saxoprint            | Pegueot    | 17            | Ersatte 17 McPhee            |
| 40 | Darryn Binder           | Sydafrika      | Platinum Bay Real Estate        | Mahindra   | 1-18          |                              |
| 41 | Brad Binder             | Sydafrika      | Red Bull KTM Ajo                | KTM        | 1-18          |                              |
| 42 | Marcos Ramírez          | Spanien        | Platinum Bay Real Estate        | Mahindra   | 10-18         | Ny ordinarie efter 22 Webb   |
| 43 | Stefano Valtulini       | Italien        | 3570 Team Italia                | Mahindra   | 1-18          |                              |
| 44 | Aron Canet              | Spanien        | Estrella Galicia 0,0            | Honda      | 1-18          |                              |
| 48 | Lorenzo Dalla Porta     | Italien        | Schedl GP Racing                | KTM        | 6             | Ersatte 65 Öttl              |
| 48 | Lorenzo Dalla Porta     | Italien        | Estrella Galicia 0,0            | Honda      | 8             | Ersatte 9 Navarro            |
| 48 | Lorenzo Dalla Porta     | Italien        | Sky Racing Team VR46            | KTM        | 12-18         | Ny ordinarie efter 5 Fenati  |
| 53 | Marco Bezzecchi         | Italien        | Mahindra Racing                 | Mahindra   | 10, 12        | Wildcard                     |
| 55 | Andrea Locatelli        | Italien        | Leopard Racing                  | KTM        | 1-18          |                              |
| 58 | Juanfran Guevara        | Spanien        | RBA Racing Team                 | KTM        | 1-18          |                              |
| 62 | Stefano Manzi           | Italien        | Mahindra Racing                 | Mahindra   | 10, 12, 13    | Wildcard                     |
| 63 | Vicente Perez           | Malaya         | Peugeot MC Saxoprint            | Pegueot    | 18            | Ersatte 17 McPhee            |
| 64 | Bo Bendsneyder          | Nederländerna  | Red Bull KTM Ajo                | KTM        | 1-18          |                              |
| 65 | Philipp Öttl            | Tyskland       | Schedl GP Racing                | KTM        | 1-5, 7-18     |                              |
| 71 | Alex Fabbri             | Italien        | Minimoto Portomaggiore          | Mahindra   | 13            | Wildcard                     |
| 71 | Ayumu Sasaki            | Japan          | Gresini Racing Moto3            | Honda      | 17            | Ersatte 33 Bastianini        |
| 76 | Hiroki Ono              | Japan          | Honda Team Asia                 | Honda      | 1-7, 9-18     |                              |
| 77 | Lorenzo Petrarca        | Italien        | 3570 Team Italia                | Mahindra   | 1-18          |                              |
| 84 | Jakub Kornfeil          | Tjeckien       | Drive M7 SIC Racing Team        | Honda      | 1-18          |                              |
| 88 | Jorge Martín            | Spanien        | Aspar Mahindra Team Moto3       | Mahindra   | 1-7, 9-18     |                              |
| 89 | Khairul Idham Pawi      | Malaya         | Honda Team Asia                 | Honda      | 1-18          |                              |
| 95 | Jules Danilo            | Frankrike      | Ongetta-Rivacold                | Honda      | 1-18          |                              |
| 97 | Maximilian Kappler      | Tyskland       | KRM-RZT                         | KTM        | 9             | Wildcard                     |
| 98 | Karel Hanika            | Tjeckien       | Platinum Bay Real Estate        | Mahindra   | 1-7           | Fick lämna teamet            |
| 98 | Karel Hanika            | Tjeckien       | Freundenberg Racing Team        | KTM        | 11            | Wildcard                     |
| 99 | Enzo Boulom             | Frankrike      | , 18 Procercasa - 42 Motorsport | KTM        | 4, 5          | Wildcard                     |
| 99 | Enzo Boulom             | Frankrike      | CIP-Unicom Starker              | Mahindra   | 18            | Ersatte 3 Spiranelli         |

### Resultat Moto3
| Omgång | Bana                    | Segrare            | Segrarens mc | Tvåa                  | Trea                  | Pole position     | Snabbaste varv     |
| ------ | ----------------------- | ------------------ | ------------ | --------------------- | --------------------- | ----------------- | ------------------ |
| 1      | Losail                  | Niccolò Antonelli  | Honda        | Brad Binder           | Francesco Bagnaia     | Romano Fenati     | Livio Loi          |
| 2      | Termas de Río Hondo     | Khairul Idham Pawi | Honda        | Jorge Navarro         | Brad Binder           | Brad Binder       | Joan Mir           |
| 3      | Circuit of the Americas | Romano Fenati      | KTM          | Jorge Navarro         | Brad Binder           | Philipp Öttl      | Romano Fenati      |
| 4      | Jerez                   | Brad Binder        | KTM          | Nicolò Bulega         | Francesco Bagnaia     | Nicolò Bulega     | Brad Binder        |
| 5      | Le Mans Bugatti         | Brad Binder        | KTM          | Romano Fenati         | Jorge Navarro         | Niccolò Antonelli | Arón Canet         |
| 6      | Mugello                 | Brad Binder        | KTM          | Fabio Di Giannantonio | Francesco Bagnaia     | Romano Fenati     | Juanfran Guevara   |
| 7      | Catalunya               | Jorge Navarro      | Honda        | Brad Binder           | Enea Bastianini       | Brad Binder       | Romano Fenati      |
| 8      | Assen                   | Francesco Bagnaia  | Mahindra     | Fabio Di Giannantonio | Andrea Migno          | Enea Bastianini   | Arón Canet         |
| 9      | Sachsenring             | Khairul Idham Pawi | Honda        | Andrea Locatelli      | Enea Bastianini       | Enea Bastianini   | Khairul Idham Pawi |
| 10     | Red Bull Ring           | Joan Mir           | KTM          | Brad Binder           | Enea Bastianini       | Joan Mir          | Philipp Öttl       |
| 11     | Brno                    | John McPhee        | Peugeot      | Jorge Martín          | Fabio Di Giannantonio | Brad Binder       | Brad Binder        |
| 12     | Silverstone             | Brad Binder        | KTM          | Francesco Bagnaia     | Bo Bendsneyder        | Francesco Bagnaia | Nicolò Bulega      |
| 13     | Misano                  | Brad Binder        | KTM          | Enea Bastianini       | Joan Mir              | Brad Binder       | Andrea Locatelli   |
| 14     | Aragón                  | Jorge Navarro      | Honda        | Brad Binder           | Enea Bastianini       | Enea Bastianini   | Juanfran Guevara   |
| 15     | Motegi                  | Enea Bastianini    | Honda        | Brad Binder           | Nicolò Bulega         | Hiroki Ono        | Nicolò Bulega      |
| 16     | Phillip Island          | Brad Binder        | KTM          | Andrea Locatelli      | Arón Canet            | Brad Binder       | Andrea Locatelli   |
| 17     | Sepang                  | Francesco Bagnaia  | Mahindra     | Jakub Kornfeil        | Bo Bendsneyder        | Brad Binder       | Joan Mir           |
| 18     | Valencia                | Brad Binder        | KTM          | Joan Mir              | Andrea Migno          | Arón Canet        | Brad Binder        |

### Mästerskapsställning Moto3
Slutställning i förarmästerskapet efter 18 Grand Prix.
1. Brad Binder, 319 p. Klar världsmästare efter 14 Grand Prix.
2. Enea Bastianini, 177 p.
3. Jorge Navarro, 150 p.
4. Francesco Bagnaia, 145 p.
5. Joan Mir, 144 p.
6. Fabio Di Giannantonio, 134 p.
7. Nicolò Bulega, 129 p.
8. Jakub Kornfeil, 112 p.
9. Andrea Locatelli, 96 p.
10. Romano Fenati, 93 p.
11. Niccolò Antonelli, 91 p.
12. Philipp Öttl, 85 p.
13. Fabio Quartararo, 83 p.
14. Bo Bendsneyder, 78 p.
15. Arón Canet, 76 p.
16. Jorge Martín, 72 p.
17. Andrea Migno, 63 p.
18. Livio Loi, 63 p.
19. Khairul Idham Pawi, 62 p.
20. Jules Danilo, 58 p.
21. Juanfran Guevara, 50 p.
22. John McPhee, 48 p.

## Övriga VM-klasser
FIM delar ut världsmästerskap i fyra klasser utöver de tre Grand Prix-klasserna: Superbike, Supersport, Endurance och Sidvagn.

### Endurance
Endurance-VM för motorcyklar avgjordes över fyra deltävlingar: Le Mans 24-timmars 8-10 april, Portimão 12-timmars 10-11 juni, Suzuka 8-timmars 29-31 juli och Oschersleben 8-timmars 26-27 augusti. Världsmästare för stall blev åter Suzuki Endurance Racing Team med förarna Vincent Philippe, Anthony Delhalle och Etienne Masson. Yamaha vann dock konstruktörsmästerskapet.
Slutställning
1. Suzuki Endurance Racing Team, 88 p.
2. GMT 94 Yamaha, 87 p.
3. Team April Moto Motors Events, 78 p.
4. Honda Endurance Racing, 72 p.
5. Team SRC Kawasaki, 60 p.
6. YART Yamaha Official EWC Team, 60 p.

### Sidvagnar
Världsmästerskapet för motorcyklar med sidvagn avgjordes över sex deltävlingar med ett eller två heat, totalt nio heat. Säsongen började 9 april på Le Mans och avslutades 17 september på Donington Park. Världsmästare blev det finska paret med Pekka Päivärinta som förare och Kirsi Kainulainen som burkslav. VM-titeln blev klar i sista heatet. Kainulainen är den första kvinnliga världsmästaren i sidovagnsracing.
Slutställning
1. Pekka Päivärinta / Kirsi Kainulainen (BMW), 157 p.
2. Tim Reeves / Grégory Cluze (Yamaha), 134 p.
3. Sébastien Delannoy / Kevin Rosseau (Suzuki), 123 p.
4. Markus Schlosser / Thomas Hofer (Suzuki), 120 p.
5. Bennie Streuer / Geert Koerts (Suzuki), 80 p.
6. Mike Roscher / Anna Burkhard (BMW), 71 p.
7. John Holden /Stuart Ramsay (Suzuki), 62 p.
8. Billy Gällros / Gerard Daalhuizen (Suzuki), 44 p.